# Nakarade
Nakaradë en albanais et Nakarade en serbe latin (en serbe cyrillique : Накараде) est une localité du Kosovo située dans la commune/municipalité de Fushë Kosovë/Kosovo Polje, district de Pristina (Kosovo) ou district de Kosovo (Serbie). Selon le recensement kosovar de 2011, elle compte 1 506 habitants.

## Démographie

### Évolution historique de la population dans la localité
| 1948 | 1953 | 1961 | 1971 | 1981  | 1991  | 2011  |
| ---- | ---- | ---- | ---- | ----- | ----- | ----- |
| 82   | 89   | 269  | 665  | 1 137 | 1 306 | 1 506 |

|  |

### Répartition de la population par nationalités (2011)
En 2011, les Albanais représentaient 96,95 % de la population.